# عماریه (دهستان)
 عماریه  (در عربی:  العَماّریَه )
دهستانی است در عزلهٔ (العباسیة)، در ناحیهٔ (الحدا)، از توابع استان ذَمار، در کشور یمن در شبه جزیره عربستان. 

## جمعیت
جمعیت این دهستان در حدود ( ۴۴۴۹ ) نفر و (۲۰ خانوار ) می‌باشد. 

## روستاها
روستاهای توابع این دهستان عبارتند از:
- روستاها: العَمَارس
- روستاها: العمارنه
- روستاها: العماعمه
- روستاها: العماقی
- روستاها: العماکرة
- روستاها: العمالسة